# Hunger (1966)
Hunger ist ein Spielfilm des dänischen Regisseurs Henning Carlsen aus dem Jahr 1966. Das Drama basiert auf dem gleichnamigen autobiografischen Roman (1890) von Knut Hamsun und erzählt von einem jungen norwegischen Schriftsteller, der mittellos in Christiania, dem heutigen Oslo, lebt.

## Handlung
Christiania im Jahr 1890: den mittellosen und vereinsamten Schriftsteller Pontus zieht es vom Land in die Stadt. Vom Hunger ausgemergelt, versetzt er seine Weste beim Pfandleiher. Das wenige Geld, das er erhält, verschenkt er jedoch an einen Bettler. Auch anderes Geld, an das er gelangt, gibt er weiter. Als der Herausgeber einer Zeitung dem jungen Pontus anbietet, einen Artikel von ihm leicht korrigiert zu drucken, lehnt dieser stolz ab. Er beginnt Futter für seinen Hund zu erbetteln und verliert seine Wohnung. Fortan schläft er auf Parkbänken. Vom Hunger überwältigt, Wirklichkeit und Fantasie kann er nicht länger unterscheiden, versucht aber weiterhin zu überleben und irrt durch die Straßen der Stadt. Er erleidet Demütigungen, die ihn an den Rand des Wahnsinns führen. Eine Anstellung als Buchhalter bleibt ihm verwehrt, ebenso die eines Feuerwehrmannes, da er eine Brille trägt. Eine seiner Halluzinationen kreist um die schöne Ylajali, einer Frau aus dem Großbürgertum, der er auf der Straße begegnet. Eine Beziehung zwischen den beiden entwickelt sich jedoch nicht. Einer plötzlichen Eingebung folgend heuert Pontus bei einer Schiffsbesatzung an, um Christiania zu verlassen. Wohin es ihn trägt und was seine Absichten sind, bleiben verborgen.

## Kritiken
„Eine meisterhafte Literaturverfilmung, deren Thema über das persönliche Schicksal hinaus das Lebens- und Gesellschaftsbild der Jahrhundertwende ist. Eindrucksvoll auch durch die schauspielerische Leistung des Hauptdarstellers.“

„Verfilmung des autobiografischen Romans von Knut Hamsun, die sich besonders durch Milieutreue und überragende schauspielerische Leistungen auszeichnet und als interessanter Versuch, der Adaption literarischer Werke neue Wege zu weisen, gewertet werden muß. Empfehlenswert ab 18.“

## Auszeichnungen
Hunger wurde bei den 19. Internationalen Filmfestspielen von Cannes uraufgeführt, wo der Film im Wettbewerb um den Grand Prix vertreten war. Hauptdarsteller Per Oscarsson gewann als erster skandinavischer Schauspieler die Auszeichnung als Bester Darsteller beim Festival. Oscarsson wurde für den Part des Pontus ein Jahr später ebenso mit der dänischen Bodil und dem schwedischen Guldbagge ausgezeichnet und gewann 1969 den Darstellerpreis des US-amerikanischen National Society of Film Critics (NSFC). Der Film wurde außerdem 1967 mit der Bodil für den besten dänischen Film ausgezeichnet. 